# 12750 Berthollet
12750 Berthollet (1993 DJ1) là một tiểu hành tinh vành đai chính được phát hiện ngày 18 tháng 2 năm 1993 bởi E. W. Elst ở Đài thiên văn Haute-Provence.